# Stereosandra
Stereosandra é um género botânico pertencente à família das orquídeas (Orchidaceae).